# Jean Lucas Oliveira
Jean Lucas de Souza Oliveira (* 22. Juni 1998 in Rio de Janeiro), bekannt als Jean Lucas, ist ein brasilianischer Fußballspieler, der als defensiver Mittelfeldspieler eingesetzt wird.

## Karriere

### Verein
Jean Lucas begann seine Karriere in der Jugendabteilung von Nova Iguaçu. Im Alter von 15 Jahren ging er zu Bonsucesso, bevor er 2015 zu Flamengo kam. Im Dezember 2017 wurde Jean Lucas von Manager Reinaldo Rueda definitiv in die erste Mannschaft vor dem Start der Saison 2018 befördert. Am darauf folgenden 17. Januar debütierte er in der ersten Mannschaft bei einem 2:0-Auswärtssieg in der Staatsmeisterschaft von Rio de Janeiro gegen Volta Redonda FC und erhielt Lob für seine Leistung. Jean Lucas erneuerte seinen Vertrag mit Flamengo am 16. Februar 2018 und unterzeichnete einen neuen Vertrag mit einer 30-Millionen-Euro-Klausel bis 2021. Am 22. April debütierte er in der Série A und kam als später Einwechselspieler für Lucas Paquetá beim 2:0-Heimsieg gegen Athletico Mineiro auf Feld. Am 9. Februar 2019 wechselte Jean Lucas auf Leihbasis bis zum Ende der Saison zu einem anderen Spitzenklub, dem FC Santos. Zunächst als Ersatz für Alison und Carlos Sánchez verpflichtet, wurde er unter Trainer Jorge Sampaoli zum regulären Starter.
Am 20. Juni 2019 nahm Flamengo ein 8-Millionen-Euro-Angebot aus Lyon für Jean Lucas an, fünf Tage später trat er dem Klub offiziell bei und unterzeichnete einen Fünf-Jahres-Vertrag. Sein Debüt für Lyon in der Ligue 1 gab er am 9. August 2019 bei einem 3:0-Auswärtssieg gegen den AS Monaco. Sein erstes Tor in der Liga erzielte er einen Spieltag später am 16. August bei einem 6:0-Heimsieg gegen SCO Angers. Aufgrund von mangelnden Einsatzzeiten wechselte Jean Lucas im Januar 2021 auf Leihbasis bis zum Saisonende zum französischen Erstligisten Stade Brest. Nach der Leihe wechselte Jean Lucas zur AS Monaco und unterschrieb einen bis 2026 laufenden Vertrag. Nachdem der Spieler in der Saison 2022/23 seinen Stammplatz in der Startelf verloren hatte, arrangierte er seine Rückkehr in seine Heimat zum FC Santos. Hier erhielt er einen Kontrakt über vier Jahre.